# Héctor Rebaque
Héctor Rebaque, mehiški dirkač Formule 1, * 5. februar 1956, Ciudad de México, Mehika.
Hector Rebaque je upokojeni mehiški dirkač Formule 1. Debitiral je v sezoni 1977, ko pa ni dosegel uvrstitev. V sezoni 1978 je dosegel svoje prve točke na Veliki nagradi Nemčije, ko je dosegel šesto mesto. V sezoni 1979 se višje od sedmega mesta ni uvrstil, v sezoni 1980 pa je dosegel šesto mesto na Veliki nagradi Kanade. V sezoni 1981 je dosegel štiri uvrstitve v točke, peto mesto na Veliki nagradi Velike Britanije in četrta mesta na Velikih nagradah San Marina, Nemčije in Nizozemske. Po koncu sezone se je upokojil.

## Popolni rezultati Formule 1
(legenda) (odebeljene dirke pomenijo najboljši štartni položaj, poševne pa najhitrejši krog, †-uvrščen kljub odstopu)
| Leto | Moštvo               | Šasija        | Motor       | 1        | 2       | 3       | 4         | 5        | 6        | 7       | 8       | 9       | 10      | 11      | 12      | 13      | 14      | 15      | 16      | 17  | Prv | Toč |
| ---- | -------------------- | ------------- | ----------- | -------- | ------- | ------- | --------- | -------- | -------- | ------- | ------- | ------- | ------- | ------- | ------- | ------- | ------- | ------- | ------- | --- | --- | --- |
| 1977 | Hesketh Racing       | Hesketh 308E  | Cosworth V8 | ARG      | BRA     | JAR     | ZZDA      | ŠPA      | MON      | BEL DNQ | ŠVE DNQ | FRA DNQ | VB      | NEM Ret | AVT DNQ | NIZ DNQ | ITA     | ZDA     | KAN     | JAP | -   | 0   |
| 1978 | Team Rebaque         | Lotus 78      | Cosworth V8 | ARG DNQ  | BRA Ret | JAR 10  | ZZDA DNPQ | MON DNPQ | BEL DNPQ | ŠPA Ret | ŠVE 12  | FRA DNQ | VB Ret  | NEM 6   | AVT Ret | NIZ 11  | ITA DNQ | ZDA Ret | KAN DNQ |     | 19. | 1   |
| 1979 | Team Rebaque         | Lotus 79      | Cosworth V8 | ARG Ret  | BRA DNQ | JAR Ret | ZZDA Ret  | ŠPA Ret  | BEL Ret  | MON     | FRA 12  | VB 9    | NEM Ret | AVT DNQ | NIZ 7   |         |         |         |         |     | -   | 0   |
| 1979 | Team Rebaque         | Rebaque HR100 | Cosworth V8 |          |         |         |           |          |          |         |         |         |         |         |         | ITA DNQ | KAN Ret | ZDA DNQ |         |     | -   | 0   |
| 1980 | Parmalat Racing Team | Brabham BT49  | Cosworth V8 | ARG      | BRA     | JAR     | ZZDA      | BEL      | MON      | FRA     | VB 7    | NEM Ret | AVT 10  | NIZ Ret | ITA Ret | KAN 6   | ZDA Ret |         |         |     | 20. | 1   |
| 1981 | Parmalat Racing Team | Brabham BT49C | Cosworth V8 | ZZDA Ret | BRA Ret | ARG Ret | SMR 4     | BEL Ret  | MON DNQ  | ŠPA Ret | FRA 9   | VB 5    | NEM 4   | AVT Ret | NIZ 4   | ITA Ret | KAN Ret | LVE Ret |         |     | 10. | 11  |